# Eberdingen
Eberdingen település Németországban, azon belül Baden-Württembergben. Lakosainak száma 7014 fő (2023. december 31.).

## Népesség
A település népessége az elmúlt években az alábbi módon változott:
| Lakosok száma | 2932 | 3467 | 4256 | 5353 | 5709 | 6405 | 6438 | 6529 | 6570 | 7014 |
|               | 1961 | 1967 | 1974 | 1980 | 1987 | 1993 | 2000 | 2006 | 2013 | 2023 |